# Turnês de Kelly Clarkson

## 2008

### 2 Worlds 2 Voices Tour (Com Reba McEntire)
| Músicas                                             |
| --------------------------------------------------- |
| Sweet Dreams (Reba & Kelly)                         |
| Why Haven't I Heard From You (Reba & Kelly)         |
| Walk Away (Reba & Kelly)                            |
| The Night The Lights Went Out in Georgia (Reba)     |
| Behind These Hazel Eyes (Kelly)                     |
| The Fear of Being Alone (Reba)                      |
| Beautiful Disaster (Reba & Kelly)                   |
| Sleeping with the Telephone (Reba & Kelly)          |
| Miss Independent (Kelly)                            |
| The Greatest Man I Never Knew (Reba & Kelly)        |
| Cathy's Clown (Reba & Kelly)                        |
| Up to the Mountain (Reba & Kelly)                   |
| One Promise Too Late/How Blue Medley (Reba & Kelly) |
| Be Still (Reba & Kelly)                             |
| Love Revival (Reba)                                 |
| Never Again (Kelly)                                 |
| And Still (Reba)                                    |
| Breakaway (Reba & Kelly)                            |
| Does He Love You (Reba & Kelly)                     |
| Is There Life Out There (Reba)                      |
| I'm A Survivor (Reba & Kelly & Melissa Peterman)    |
| A Moment Like This (Reba & Kelly)                   |
| Since U Been Gone (Reba & Kelly)                    |
| Because of You (Reba & Kelly)                       |
| Fancy (Reba & Kelly)                                |

#### Roteiro
- Janeiro
  - 17 - Nutter Center - Dayton, OH
  - 18 - Freedom Hall - Louisville, KY
  - 19 - WV University - Morgantown, WV
  - 24 - Norfolk Scope Arena - Norfolk, VA
  - 25 - Lawrence Joel Coliseum - Winston Salem, NC
  - 26 - Crown Center - Fayetteville, NC
  - 31 - Kansas Coliseum - Wichita, KS

- Fevereiro
  - 1 - Mabee Center - Tulsa, OK
  - 2 - Centurytel Center - Louisiana, LA
  - 7 - Family Arena - St. Charles, MO
  - 8 - Conseco - Indianapolis, IN
  - 9 - Metro Centre - Rockford, IL
  - 14 - Bancorpsouth Arena - Tupelo, MS
  - 15 - ASU Convocation Center - Jonesboro, AR
  - 16 - Sprint Center - Kansas City, MO